# Всеволожський Михайло Миколайович

Всеволожський Михайло Миколайович. Меморіальна дошка на корпусі Запорізького університету.

Михайло Миколайович Всеволожський (нар. 7 листопада 1917, село Василівка Катеринославської губернії, тепер місто Василівського району Запорізької області — 26 березня 2000, місто Москва) — український радянський партійний діяч, 1-й секретар Запорізького обкому КПУ. Кандидат у члени ЦК КПУ в 1966—1967 р. Член ЦК КПУ в 1967—1986 р. Кандидат у члени ЦК КПРС в 1966—1976 р. Член ЦК КПРС у 1976—1986 р. Депутат Верховної Ради СРСР 7—11-го скликань (у 1966—1986 роках). Герой Соціалістичної Праці (30.12.1974).

## Біографія
Народився в родині службовця. У 1920 році разом з батьками переїхав до міста Олександрівська (Запоріжжя). З 1925 по 1932 рік навчався в Запорізькій семирічній школі № 14. У вересні 1932 — серпні 1936 року — учень Запорізького авіаційного технікуму.
У серпні 1936 — вересні 1937 року — технолог заводу № 16 у місті Воронежі.
У вересні 1937 — липні 1941 року — студент Рибінського авіаційного інституту Ярославської області, який не закінчив.
У липні — жовтні 1941 року — технолог заводу № 26 у місті Рибінську Ярославської області.
У жовтні 1941 — травні 1943 року — інженер-технолог, у травні 1943 — вересні 1944 року — секретар комітету ВЛКСМ заводу № 26 у місті Уфі Башкирської АРСР.
Член ВКП(б) з березня 1944 року.
У вересні — грудні 1944 року — заступник секретаря партійного комітету КП(б)У на Дніпробуді в місті Запоріжжі.
У грудні 1944 — липні 1945 року — секретар комітету ЛКСМУ моторобудівного заводу № 478 у місті Запоріжжі.
10 липня 1945 — 18 травня 1946 року — 2-й секретар Запорізького міського комітету ЛКСМУ. У травні 1946 — грудні 1949 року — 1-й секретар Запорізького міського комітету ЛКСМУ.
У грудні 1949 — вересні 1950 року — завідувач сектору агітації в місті відділу пропаганди та агітації Запорізького обласного комітету КП(б)У.
У вересні 1950 — серпні 1953 року — слухач Республіканської партійної школи при ЦК КП(б)У.
12 вересня — 1 листопада 1953 року — інструктор відділу партійних, профспілкових та комсомольських органів Запорізького обласного комітету КПУ.
1 листопада 1953 — 13 липня 1954 року — 2-й секретар Ленінського районного комітету КПУ міста Запоріжжя.
13 липня 1954 — 17 січня 1963 року — завідувач відділу партійних органів Запорізького обласного комітету КПУ.
17 січня 1963 — 15 грудня 1964 року — 2-й секретар Запорізького промислового обласного комітету КПУ.
15 грудня 1964 — 24 березня 1966 року — 2-й секретар Запорізького обласного комітету КПУ.
У 1965 році закінчив Запорізький вечірній факультет Дніпропетровського металургійного інституту.
24 березня 1966 — 18 листопада 1985 року — 1-й секретар Запорізького обласного комітету КПУ.
З листопада 1985 року — на пенсії. Виїхав до дітей у місто Москву. Похований на Троєкуровському цвинтарі міста Москви.

## Родина
Батько Микола Дмитрович — заступник начальника відділу перевезення пошти при станції «Запоріжжя-І»; мати (Гончарова) Ганна Хрисанфівна — домогосподарка. Дружина (Отяноська) Віра Пилипівна (1918); дочки Наталя (1941) та Олена (1955).

## Нагороди
- Герой Соціалістичної Праці (30.12.1974)
- чотири ордени Леніна (25.08.1971, 8.12.1973, 30.12.1974, 4.11.1977)
- три ордени Трудового Червоного Прапора (28.10.1948, 26.02.1958, 20.05.1966)
- орден «Знак Пошани» (27.04.1948)
- медаль «За трудову доблесть» (28.05.1948)
- медалі
- лауреат Державної премії СРСР